# Pierre Mondy
Pierre Mondy, pseudonimo di Pierre Cuq (Neuilly-sur-Seine, 10 febbraio 1925 – Parigi, 15 settembre 2012), è stato un attore e regista francese.
È noto al pubblico televisivo quale protagonista della serie poliziesca Il commissario Cordier.

## Biografia

### Infanzia e giovinezza
Pierre Mondy nacque con il nome di Pierre Cuq a Neuilly-sur-Seine il 10 febbraio 1925, presso l'Externat Saint Joseph, un'istituzione cattolica privata di cui il padre Louis era direttore e di cui la madre Marguerite seguiva l'attività amministrativa. I coniugi Cuq, già genitori di un altro figlio, André (nato nel 1915), che in età adulta diventerà commissario di polizia, incoraggiarono fin dall'infanzia le inclinazioni artistiche di Pierre (soprannominato in famiglia “Bibi”) e la sua passione per la recitazione. All'età di sette anni egli interpretò infatti il suo primo ruolo, quello del piccolo Eliacin, in una rappresentazione amatoriale della tragedia Atalia di Jean Racine. 
Nel 1936 la famiglia Cuq si trasferì ad Albi, capoluogo del dipartimento del Tarn (regione del Midi-Pirenei), dove il giovane Pierre trascorse un'adolescenza spensierata, coltivando la passione per il rugby e per gli sport nautici, per la letteratura (in particolare i romanzi di Charles Dickens e Alexandre Dumas), per i testi teatrali e per la musica jazz, che in futuro introdurrà spesso come colonna sonora nelle sue rappresentazioni e allestimenti scenici. Ad Albi scoprì anche il cinema, appassionandosi alla commedia musicale e a film avventurosi come King Kong (1933), I lancieri del Bengala (1935) e La leggenda di Robin Hood (1938), e ad interpreti del calibro di Humphrey Bogart, James Cagney e Spencer Tracy.
Dopo le prime esperienze teatrali come attore e regista presso un istituto superiore di Galliac, nel 1943 Mondy decise di abbandonare gli studi e di raggiungere a Parigi il fratello André, divenuto ispettore di polizia nel XVII arrondissement della capitale, in quel periodo sottoposta all'occupazione tedesca. Determinato a intraprendere definitivamente la carriera artistica e a tentare il Concorso al Conservatoire national supérieur d'art dramatique, il giovane aspirante attore si iscrisse ai corsi di René Simon, fondatore e titolare di una prestigiosa scuola parigina di recitazione, all'epoca situata al 36 di Boulevard des Invalides, presentandosi alla prima audizione con il monologo di Sosia in Anfitrione di Molière, con le stanze del Poliuto di Corneille e con un monologo del dramma Hernani di Victor Hugo.
Dopo appena cinque mesi trascorsi a Parigi, Mondy fu costretto a rientrare precipitosamente ad Albi per tentare di sfuggire al Service de travail obligatoire ed evitare il trasferimento coatto in Germania. Malgrado i suoi tentativi, venne raggiunto dalla carte de travail e fu inviato a lavorare a Monaco di Baviera presso le Officine Messerschmitt, un'azienda aeronautica produttrice della maggior parte degli aerei da caccia usati dalla Luftwaffe durante la seconda guerra mondiale. Riuscito a fuggire, si unì a un'organizzazione militare di attivisti, fino alla smobilitazione nel 1945.

### Gli esordi teatrali e cinematografici
Dal gennaio 1946, Mondy riprese a frequentare i corsi di René Simon, il quale iniziò a intravedere nel giovane allievo le potenzialità dell'interprete non protagonista, colui che non ha mai il primo nome in manifesto, prospettandogli non un'ascesa folgorante, quanto piuttosto una lenta ma sicura conquista della fama. Di corporatura tarchiata e di media statura, non possedendo pertanto caratteristiche fisiche da jeune premier, Mondy scoprì di poter ampliare la propria gamma interpretativa rivolgendosi anche ad altri generi, come quello della commedia, e, incoraggiato da Simon, iniziò a esplorare altri autori come Sacha Guitry, Jean Anouilh, Marcel Achard, Pierre de Marivaux e Pierre-Augustin Caron de Beaumarchais.
Mentre frequentava il Conservatoire, assunse il definitivo cognome d'arte di Mondy e iniziò un periodo di due anni di apprendistato con la compagnia di Georges Vitaly, debuttando nella pièce La bête noire di Jacques Audiberti, in scena al Théatre de la Huchette, in cui interpretò il ruolo di un arcivescovo, e ottenendo un primo contratto come sostituto di Robert Murzeau in La route des Indes al Théatre des Ambassadeurs. Nello stesso periodo lavorò nei cabaret notturni parigini, dove condivise la scena con altre future star del cinema e del teatro francese, come Jean-Pierre Cassel e Michel Serrault. 
Il debutto nel cinema di Pierre Mondy risale al 1949, anno in cui apparve in due film. Interpretò il ruolo di un giovane studente dei corsi di arte drammatica in Le sedicenni, diretto da Jacques Becker, che lanciò altri giovani interpreti come Daniel Gélin, Nicole Courcel e Maurice Ronet, e ottenne un enorme successo di pubblico, diventando una sorta di manifesto in cui si identificò la nuova generazione francese. Il secondo film fu Les anciens de Saint-Loup, per la regia di Georges Lampin, in cui Mondy inpersonò un giovane di provincia dai folti baffi, accanto a Bernard Blier, François Périer e Serge Reggiani.
Nel frattempo l'attore proseguiva la sua attività teatrale con ruoli sempre più rilevanti. Nel 1951 interpretò il ruolo dell'infermiere nell'adattamento di Marcel Achard della commedia americana Harvey di Mary Chase, in scena al Théatre Antoine, dopodiché prese parte alla pièce Le moulin de la Galette, accanto a Pierre Fresnay e Yvonne Printemps, in scena al Théatre de la Michodière, in cui impersonò un giovane garagista che presta denaro a una coppia povera che intende ospitare un cugino con la sua amante (Melina Merkouri). Prima di lasciare la compagnia di Vitaly, alla scadenza dei due anni di apprendistato, nel 1952 l'attore interpretò il suo primo vero ruolo da protagonista in La pulce nell’orecchio di Georges Feydeau, commedia degli equivoci in cui ricoprì sia il ruolo di Chandebise che quello del suo sosia Poche, e in cui lavorò per la prima volta con Louis de Funès.
All'inizio degli anni cinquanta, Mondy lavorò per la prima volta in televisione, durante la fascia pomeridiana dedicata alla programmazione per ragazzi, interpretando un tenente della dogana, e sperimentando le difficoltà di rappresentare lavori sul piccolo schermo andando in onda rigorosamente in diretta. Mentre la sua esperienza professionale si ampliava, nel 1954 ebbe l'occasione di affrontare un ruolo particolarmente impegnativo nella pièce Il crogiuolo (in francese Les sorcières de Salem) di Arthur Miller, accanto a Yves Montand e Simone Signoret. Il regista Raymond Rouleau gli affidò il difficile ruolo del tormentato pastore che prende le difese di una coppia accusata di stregoneria, e Mondy ne diede un'intensa interpretazione che gli fece guadagnare notevole credito nell'ambiente teatrale. Il dramma fu rappresentato con grande successo al Théâtre de la Ville – Sarah Bernhardt e le repliche durarono un anno.

### L'affermazione e il successo
Nel 1955 anche la carriera cinematografica di Mondy sembrò decollare definitivamente. Il regista Henri Verneuil lo volle nel film Appuntamento al Km. 424, in cui Mondy e Jean Gabin interpretarono i ruoli di due camionisti. Seguirono Godot (1957) di Yves Allégret, al fianco dell'esordiente Alain Delon (si ritroveranno nel 1982 sul set del film Braccato, in cui Mondy interpreterà un commissario di polizia dalle caratteristiche simili al tenente Colombo), e La legge del più furbo (1958), primo grande successo cinematografico di Louis De Funès. Ancora in attesa della definitiva consacrazione, Mondy non riuscì tuttavia a inserirsi nei mutamenti cui stava andando incontro il cinema francese con l'avvento della Nouvelle Vague, corrente artistica destinata a non incrociare il percorso professionale dell'attore.
Giunto a un cruciale momento della propria carriera, Mondy ebbe una buona opportunità dalla radio, con la trasmissione La radio était là, prodotta da RTL come rivisitazione di grandi avvenimenti storici. Ma fu il teatro a dargli le maggiori soddisfazioni professionali nella seconda metà degli anni cinquanta, prima con La bagatelle di Marcel Achard, al fianco di Yves Robert e Danièle Delorme, in cui interpretò il ruolo di un giovanotto timido e ingenuo, quindi con Oscar di Claude Magnier, al fianco di Jean-Paul Belmondo e Maria Pacôme, commedia dal ritmo comico frenetico e ricca di gag e battute, che venne rappresentata con enorme successo di pubblico e di critica al Théatre de l'Atenée. Mondy interpretò il ruolo di Oscar, futuro suocero di Belmondo, personaggio che diventerà in seguito uno dei cavalli di battaglia di Louis De Funès a teatro, e anche al cinema nel film Io, due figlie, tre valigie (1967).

### Il ruolo di Napoleone
In piena epoca di Nouvelle Vague, per Mondy giunse il grande ruolo cinematografico, quello di protagonista assoluto in Napoleone ad Austerlitz (1960), ambiziosa produzione con cui il maestro Abel Gance tornò dopo anni dietro la macchina da presa. Le riprese, effettuate in esterni in Jugoslavia, furono difficoltose in parte per il ridotto budget messo a disposizione, in parte per l'utilizzo di attrezzature e macchinari particolarmente vetusti. Commentando la precarietà della lavorazione del film e gli inconvenienti susseguitisi sul set, nella sua autobiografia Mondy ricorda di aver terminato le ultime scene, in cui recitava un personale monologo, pochi minuti prima che la corrente elettrica venisse definitivamente interrotta. L'interpretazione che l'attore diede di Napoleone Bonaparte fu particolarmente misurata, senza ricorso a effetti caricaturali, ma dando risalto all'orgoglio e alla determinazione del personaggio, e al tempo stesso esercitando un controllo rigoroso della sua collera ed impazienza. Il talento registico di Gance e l'eccezionale cast, composto da molte star del cinema francese e internazionale, premiarono le ambizioni della pellicola, che venne presentata con buon successo di pubblico e di critica al cinema Gaumont-Palace di Place Clichy a Parigi.
Mondy resterà molto legato al personaggio di Napoleone, che gli verrà più volte riproposto in futuro, ma che egli rifiuterà sempre di reinterpretare. Nel 2005, in occasione del bicentenario della battaglia di Austerlitz, il film e Abel Gance ricevettero un omaggio postumo, e la scrittrice e critica cinematografica Nelly Kaplan definì Mondy "il miglior Napoleone del cinema francese".

### Gli anni sessanta
Sempre nel 1960, Mondy recitò nella parte di un ottuso professore di disegno in L'affare di una notte, di Henri Verneuil, mentre dopo l'exploit di Napoleone ad Austerlitz, cambiò totalmente registro e apparve nel film Boulevard (1960) di Julien Duvivier, in cui interpretò il ruolo di un boxeur. Per affrontare la parte si allenò con l'ex campione francese dei pesi piuma Gérmain Perez, sotto la guida di Jean Bretonnel, il manager che aveva già preparato Alain Delon per Rocco e i suoi fratelli. Dello stesso anno fu un'altra grande interpretazione nel film Il conte di Montecristo (1961) di Claude Autant-Lara, nel ruolo di Gaspard Caderousse, l'infame che tradisce Edmond Dantès (Louis Jourdan).
Durante le riprese de Il conte di Montecristo, Mondy si accordò con il produttore del film, Jean-Jacques Vital, per mettere in scena e dirigere la commedia teatrale Spéciale Dernière, adattamento della pièce The Front Page degli americani Ben Hecht e Charles MacArthur. Ambientata nell'ufficio stampa di una prigione statunitense, alla vigilia di un'esecuzione capitale durante l'epoca del Proibizionismo, la rappresentazione venne inizialmente rifiutata da diversi teatri, ma trovò infine la sua collocazione al Théatre de la Renaissance. Interpretata da Philippe Noiret e da Pascale Roberts, Spéciale Dernière fu la prima regia teatrale di Pierre Mondy, ottenne uno strepitoso successo di pubblico e di critica, e rappresentò la svolta nella sua carriera, lanciandolo definitivamente come interprete-regista.
Ormai stabilmente impegnato sul palcoscenico, nel 1963 Mondy recitò al fianco di Yves Montand (interpretarono i ruoli di due fratelli) nella pièce Des clown par milliers, rappresentato al Théâtre du Gymnas. L'anno successivo affrontò un altro ambizioso impegno, quello di dirigere una versione di Piccole volpi, il dramma statunitense di Lillian Hellman, in cui Simone Signoret interpretò il ruolo di Regina Giddens Hubbard, personaggio portato alla celebrità sullo schermo da Bette Davis nell'omonimo film del 1940. Le difficoltà si presentarono fin dalle prime prove, ad iniziare dalla sostituzione di Bernard Blier (che diede forfait per girare un film) con Marcel Bozzuffi, meno adatto di Blier al ruolo del capofamiglia Hubbard. La stessa Signoret ebbe difficoltà per problemi di impostazione vocale, mentre a un certo punto giunse dagli Stati Uniti proprio l'autrice Lillian Hellman, che si scontrò con la produzione su innumerevoli dettagli. Lo spettacolo risultò poi un mezzo fiasco, che fu principalmente imputato all'adattamento voluto dalla Signoret.
Il successivo impegno registico di Mondy fu per la commedia musicale Come far carriera senza lavorare, prodotta da Lars Schmidt, che, dopo tre mesi di estenuanti prove, ottenne un grande successo di pubblico e di critica. Non ebbero altrettanta fortuna i due lavori successivi: sia La cuisine des anges (di cui curò la regia) che la commedia musicale Les joies du forum (diretta invece da Yves Robert) si rivelarono due insuccessi. Nel frattempo l'attore continuava a lavorare per il cinema, comparendo fra gli altri nel film Weekend a Zuydcoote - Spiaggia infuocata (1964), in cui interpretò un antieroe che esercita il mercato nero con i tedeschi, un genere di personaggio dalle caratteristiche negative di cui Mondy iniziava a essere specialista.
Nella seconda metà degli anni sessanta l'attore lavorò incessantemente per il teatro, da La dame de Chez Maxim di Georges Feydeau, con Zizi Jeanmaire e Claude Gensac, che inaugurò una proficua collaborazione tra Mondy e il direttore di scena Jean-Michel Rouzière, per proseguire con una fortunata tournée de La strana coppia di Neil Simon. Nel 1967 fu la volta di Jean de la lune di Marcel Achard, nel ruolo del protagonista Jeff, marito e poeta che non riesce a vedere il mondo se non con il cuore e con gli occhi del sognatore. L'anno successivo Mondy fu impegnato in quello che considerò il suo ruolo preferito tra quelli che affrontò per il grande schermo: fu diretto da René Allio nel film Pierre et Paul (1968), in un complesso ruolo di vittima della società dei consumi, che perde tutto, compresa la donna che ama (Bulle Ogier). L'interpretazione dell'attore, preparata coscienziosamente, culminò con l'intensa scena finale, in cui il protagonista, dopo aver perso anche il lavoro, prende il fucile del padre, si affaccia al balcone e spara un colpo in aria, sciogliendosi in lacrime.
Nel 1969 Mondy curò la sua prima e unica regia cinematografica, dirigendo Appelez-moi Mathilde con Jacqueline Maillan, adattamento della pièce C'était un mirage di Francis Veber, che non era stato un successo. Riprovò il tandem con Veber in Le contrat, ma la pièce ebbe solo un centinaio di repliche. Avrà più fortuna l'adattamento cinematografico, che si intitolerà Il rompiballe (1973), con le interpretazioni di Lino Ventura e di Jacques Brel.

### I grandi successi degli anni settanta
Il nuovo decennio si aprì per Mondy con il ritorno a un grande successo teatrale, Une fille dans ma soupe, nella quale recitò con il giovane ed emergente Gérard Depardieu. Subito dopo iniziò il suo fortunato sodalizio professionale con l'autore, regista e attore Jean Poiret, con il quale collaborerà a lungo e si alternerà sulle scene, di volta in volta, scambiando con lui il ruolo di regista con quello di protagonista, e viceversa. Con la commedia L'anatra all'arancia, il duo Mondy-Poiret ottenne il primo grande successo, ma l'autentico trionfo giunse subito dopo con La cage aux folles, con Poiret nelle vesti di attore e Mondy nel ruolo di regista. La storia dei due omosessuali che gestiscono il cabaret che dà il titolo alla commedia, Albin (interpretato da Michel Serrault) e Georges (impersonato dallo stesso Poiret), debuttò sulle scene il 1º febbraio 1973 e venne osannata dal pubblico e dalla critica. La commedia verrà rappresentata ininterrottamente al Théâtre du Palais-Royal per i successivi cinque anni, diventando celeberrima in tutto il mondo grazie alla trasposizione cinematografica intitolata Il vizietto (1978), sempre con Serrault nel ruolo di Albin, e con Ugo Tognazzi in quello di Georges (nel film, "Renato"). Mondy stesso prestò la propria voce a Ugo Tognazzi nel doppiaggio francese del film. 
Il 1973 fu un anno d'oro per Mondy. Oltre al trionfo teatrale de La cage aux folles, l'attore girò il primo di una trilogia di commedie cinematografiche di ambiente militaresco, Dov'è finita la 7ª compagnia? di Robert Lamoureux, al fianco di Jean Lefebvre e di Aldo Maccione. Il ruolo del sergente Chaudard sarà uno dei personaggi di Mondy più amati dal pubblico, riproposto successivamente in due sequel, Tre eroi in fuga (1975), nel quale Henri Guybet prese il posto di Aldo Maccione, e La Septième compagnie au clair de lune (1977), che ebbe però un minor successo dei precedenti. La trilogia ha mantenuto negli anni un'intatta popolarità presso il pubblico francese, testimoniata dal largo seguito che i tre film continuano a riscuotere ad ogni passaggio televisivo. 
Forte di una celebrità senza precedenti, conquistata grazie al ruolo del capo sergente Chaudard, Mondy completò l'annata dirigendo al Théâtre Antoine una rappresentazione del dramma Qualcuno volò sul nido del cuculo, che però suscitò critiche controverse e terminò dopo 80 rappresentazioni. Dopo aver vinto il premio “Dominique” per la migliore regia, Mondy fu impegnato nelle riprese del film La ragazza di Madame Claude (1975), in cui recitò al fianco di Mireille Darc, con la quale aveva già lavorato dieci anni prima a teatro, dirigendola in una versione della commedia A piedi nudi nel parco di Neil Simon, con Jean-Pierre Cassel. La ragazza di Madame Claude consentì a Mondy di variare il proprio registro interpretativo, affrontando il ruolo di Benoit Castejaq, un piccolo industriale di provincia, naif e assai poco mondano, che si innamora di una “call girl”. 
L'anno successivo l'attore tornò al teatro, recitando nel ruolo di protagonista di Simon le bienheureux di Harold Pinter, che era stato un successo a Londra grazie all'interpretazione di Alan Bates. Il lavoro sarà però uno dei maggiori fiaschi di Mondy, ritenuto troppo fuori parte. L'attore si rifece nel 1978, dirigendo e interpretando al Palais Royal la commedia Tout pour le tout, nella quale lavorò con l'attrice Michèle Morgan, al suo debutto assoluto sul palcoscenico, mentre nel 1979 diresse François Périer e il giovane Daniel Auteuil in Coup de chapeau, contribuendo all'affermazione di quest'ultimo.

### Gli anni ottanta
Il nuovo decennio si aprì nel 1980 con una nuova riproposizione al Theatre de Montparnasse de La cage aux folles, dopodiché con un'altra fruttuosa collaborazione con Jean Poiret, la commedia Joyeuse Pâques, storia di un uomo che, rimasto solo durante il weekend pasquale, porta a casa una ragazza e, per giustificarsi di fronte all'inatteso ritorno della moglie, racconta che la ragazza è la propria figlia. Dopo il debutto nel 1982 e 540 repliche, come già in passato, Jean Poiret e Mondy si avvicendarono nei ruoli, il primo passando alla regia e il secondo rilevando dal collega il ruolo di protagonista. Nel frattempo Mondy non aveva trascurato il cinema, interpretando tra gli altri il film Il regalo (1981), al fianco di Clio Goldsmith, nuovamente in una vicenda in cui un uomo maturo si innamora di una “call girl”. Il regista del film gli regalò una scena di danza alla “Fred Astaire e Ginger Rogers”.
Nel 1983 Mondy inaugurò un nuovo sodalizio professionale, questa volta con l'attore Christian Clavier, che diresse prima in Ma vedette americaine e successivamente in Double mixte di Ray Cooney (1987). Ritrovò inoltre Daniel Auteil ne L'Amuse-gueule, in scena al Palais Royal nel 1986. Nello stesso periodo, Mondy ebbe l'onore di dirigere due lavori per la prestigiosa Comédie Française, Monsieur de Pourceaugnac di Molière e La Poudre aux yeux di Eugène Labiche, ma rimase per lui un'esperienza isolata, poiché non riuscì ad adattarsi ai rigori e alle tradizioni dell'antica e autorevole istituzione teatrale francese.
Al 1991 risale l'ultima collaborazione di Mondy con Jean Poiret, questa volta nella commedia Rumors di Neil Simon. Poiret morì improvvisamente nel 1992, nello stesso anno in cui Mondy perse altri due vecchi amici e collaboratori sulla scena, l'attrice Jacqueline Maillan e il regista Jean-Michel Rouzière. Dal punto di vista professionale, il 1992 fu invece un anno trionfale per l'attore, che prima girò il film televisivo Le frère trahi di Philippe Monnier, ambientato in Romania, in cui interpretò il ruolo di un pensionato che ha sacrificato tutta la propria esistenza al lavoro. L'interpretazione gli fece ottenere lusinghiere critiche e l'apprezzamento del pubblico, sorpreso dalla sua bravura in un ruolo così complesso. Al successo di Le frère trahi, si aggiunse nello stesso anno il consenso decretato dagli otto milioni di spettatori che assistettero all'episodio pilota di una nuova serie televisiva, Il commissario Cordier, prodotta da TF1.

### Il commissario Cordier
Mondy fu inizialmente restio a interpretare il ruolo del commissario Cordier, convinto che il piccolo schermo fosse già saturo di figure analoghe. Tuttavia il personaggio gli piacque, trovandolo molto vicino alla propria indole, così come gli piacquero il suo carattere burbero ma dal cuore tenero, e la gestualità assai simile alla sua. La serie si fissò ben presto su due costanti caratteristiche, la parte prettamente poliziesca con la conduzione delle indagini svolte dal commissario e dal suo staff di agenti e colleghi, e quella più leggera e umoristica, incentrata principalmente sulle vicende familiari di Cordier e sul suo rapporto con l'impetuosa moglie Lucia (Antonella Lualdi), con il figlio e collaboratore Bruno (Bruno Madinier), giudice istruttore, e con la figlia Myriam (Charlotte Valandrey), giornalista. 
Mondy arricchì via via il personaggio di tocchi personali, forte della propria decennale esperienza di “comédien”, e la formula iniziale si protrasse fino al 2005, anno in cui Bruno Madinier lasciò la serie, e il Commissario Cordier proseguì le sue indagini avvalendosi di nuovi collaboratori, ma sempre rimanendo al centro della scena. La nuova serie si protrasse per altre tre stagioni, fino alla chiusura definitiva nel 2008.

### Gli anni novanta
Dopo la scomparsa di Jean Poiret nel 1992, il prosieguo della carriera teatrale si fece difficile per Mondy, che però trovò un ennesimo riscatto portando in scena Le diner des cons di Francis Veber, un progetto esaltante che gli restituì entusiasmo per la professione. La prima rappresentazione della commedia avvenne il 18 settembre 1993 al Théâtre des Variétés, protagonisti Jacques Villeret nel ruolo di François Pignon e Claude Brasseur in quello di Pierre Brochant, l'arrogante editore che tutti i mercoledì sera si ritrova con amici per la cosiddetta “cena dei cretini”, alla quale i partecipanti si presentano portando con sé un ospite considerato stupido, per prendersene gioco durante la serata, e che trova come candidato perfetto l'ingenuo, maldestro ma intraprendente Pignon.
La pièce fu un trionfo di critica e di pubblico, paragonabile solo a quello che aveva ottenuto all'epoca La cage aux folles, e le repliche si susseguirono ininterrottamente per oltre due anni, fino al 31 gennaio 1996. Jacques Villeret, che Mondy conosceva dal 1987, quando avevano lavorato insieme in C'est encore mieux l'après-midi, interpretò il ruolo di Pignon sul palcoscenico per circa 600 volte, personaggio che riprese nel 1998 per la versione cinematografica, La cena dei cretini, accanto a Thierry Lhermitte nel ruolo di Brochant.
Principalmente impegnato sul set televisivo de Il Commissario Cordier, dalla fine degli anni novanta, dopo i trionfi di Le diner des cons, Mondy rallentò l'attività teatrale e tornò a un ruolo di protagonista sul palcoscenico solo nel 1998 con Le Sénateur Fox, una storia di intrighi politici e segreti di famiglia. Nel 2004 ottenne invece il suo maggior successo televisivo dopo Il Commissario Cordier, nel film per il piccolo schermo dal titolo Joseph, storia di un anziano “paysan” che aiuta il nipote implicato in un traffico di droga. Il ruolo era già stato interpretato nel 1969 da Jean Gabin nel film Il clan degli uomini violenti, e il pubblico apprezzò l'interpretazione di Mondy, consentendogli di terminare in bellezza la propria carriera.

### Morte
Nel luglio 2009 gli venne diagnosticato un linfoma, dal quale sembrò essersi ripreso dopo pochi mesi. Una recidiva della malattia lo colpì due anni più tardi, portandolo alla morte il 15 settembre 2012, all'età di 87 anni.

## Vita privata
Nel 1952 Mondy sposò l'attrice Claude Gensac, conosciuta mentre frequentava i corsi di recitazione di René Simon.
Durante le riprese del film Cherchez la femme (1955), si innamorò della partner Pascale Roberts e la sposò nello stesso anno, dopo il divorzio dalla Gensac. Il matrimonio durerà nove anni.
Nel dicembre 1967 si sposò per la terza volta con Anne Fournier, dalla quale ebbe due figli, Anne e Laurent.
Nel 1991 sposò in quarte nozze l'attrice Catherine Allary, che gli fu accanto fino alla morte.

## Filmografia

### Cinema
- Le sedicenni (Rendez-vous de juillet), regia di Jacques Becker (1949) (non accreditato)
- Les Anciens de Saint-Loup, regia di Georges Lampin (1950)
- Ricordi perduti (Souvenirs perdus), regia di Christian-Jaque (1950) (non accreditato)
- ...E mi lasciò senza indirizzo (...Sans laisser d'adresse), regia di Jean-Paul Le Chanois (1951)
- La donna del mio destino (Victor), regia di Claude Heymann (1951)
- Le Costaud des Batignolles, regia di Guy Lacourt (1952)
- Un Jour avec vous, regia di Jean-René Legrand (1952)
- Agence matrimoniale, regia di Jean-Paul Le Chanois (1952)
- Le Plus heureux des hommes, regia di Yves Ciampi (1952)
- Le compagne della notte (Les Compagnes de la nuit), regia di Ralph Habib (1953)
- Capitaine Pantoufle, regia di Guy Lefranc (1953)
- Le Guérisseur, regia di Yves Ciampi (1953)
- Crainquebille, regia di Ralph Habib (1954)
- Tout Chante autour de moi, regia di Pierre Gout (1954)
- Uomini senza casa (Les Chiffonniers d'Emmaüs), regia di Robert Darène (1955)
- Casse-cou Mademoiselle!, regia di Christian Stengel (1955)
- Cherchez la femme, regia di Raoul André (1955)
- Il processo dei veleni (L'Affaire des poisons), regia di Henri Decoin (1955)
- Appuntamento al Km. 424 (Des Gens sans importance), regia di Henri Verneuil (1956)
- Un americano alle Folies Bergere (Folies-Bergère), regia di Henri Decoin (1956)
- Que les hommes sont bêtes, regia di Roger Richebé (1957)
- I demoniaci (Les Louves), regia di Luis Saslavsky (1957)
- La ruota (La Roue), regia di Maurice Delbez e André Haguet (1957)
- La casa di Madame Kora (Méfiez-vous fillettes), regia di Yves Allégret (1957)
- En votre âme et conscience, nell'episodio L'affaire Sarret-Schmidt (1957)
- Godot (Quand la femme s'en mêle), regia di Yves Allégret (1957)
- La caméra explore le temps, nell'episodio Le sacrifice de Madame Valette (1957)
- L'uomo a tre ruote (Le Triporteur), regia di Jacques Pinoteau (1957)
- Tutti possono uccidermi (Tous peuvent me tuer), regia di Henri Decoin (1957)
- Totò, Vittorio e la dottoressa, regia di Camillo Mastrocinque (1957)
- Les temps des oeufs durs, regia di Norbert Carbonnaux (1958)
- La legge del più furbo (Ni vu, ni connu), regia di Yves Robert (1958)
- Chéri, fais-moi peur, regia di Jacques Pinoteau (1958)
- Anonima ricatti (En légitime défense), regia di André Berthomieu (1958)
- La vita a due (La Vie à deux), regia di Clément Duhour (1958)
- Le donne sono deboli (Faibles femmes), regia di Michel Boisrond (1959)
- Educande al tabarin (Cigarettes, whisky et petites pépées), regia di Maurice Régamey (1959)
- Vous n'avez rien à déclarer?, regia di Clément Duhour (1959)
- Furore di vivere (Le Chemin des écoliers), regia di Michel Boisrond (1959)
- Alt alla delinquenza (Les Loups dans la bergerie), regia di Hervé Bromberger (1960)
- Napoleone ad Austerlitz (Austerlitz), regia di Abel Gance (1960)
- L'affare di una notte (L'Affaire d'une nuit), regia di Henri Verneuil (1960)
- La francese e l'amore (La Française et l'amour), nelle'episodio Adolescence, L, regia di Michel Boisrond e Christian-Jaque (1960)
- Boulevard, regia di Julien Duvivier (1960)
- La bionda graffia (Dans la gueule du loup), regia di Jean-Charles Dudrumet (1961)
- Les Moutons de Panurge, regia di Jean Girault (1961) (non accreditato)
- Il conte di Montecristo (Le Comte de Monte-Cristo), regia di Claude Autant-Lara (1961)
- Una ragazza a rimorchio (Les Petits matins), regia di Jacqueline Audry (1962)
- Grisbì da un miliardo (La Loi des hommes), regia di Charles Gérard (1962)
- Il delitto non paga (Le Crime ne paie pas), nell'episodio L'affaire Hugues, regia di Gérard Oury (1962) (non accreditato)
- I misteri di Parigi (Les Mystères de Paris), regia di André Hunebelle (1962)
- Un filo di speranza (Jusqu'au bout du monde), regia di François Villiers (1963)
- I fortunati (Les Veinards), nell'episodio Lo yacht, regia di Philippe de Broca e Jean Girault (1963)
- Pierino la peste (Bébert et l'omnibus), regia di Yves Robert (1963)
- La spia che venne dall'ovest (Agent spécial à Venise), regia di André Versini (1964)
- Potenti e dannati (À couteaux tirés), regia di Charles Gérard (1964)
- Le théâtre de la jeunesse, nell'episodio Le Matelot de nulle part (1964)
- Caccia all'uomo (Requiem pour un caïd), regia di Maurice Cloche (1964)
- Weekend a Zuydcoote - Spiaggia infuocata (Week-end à Zuydcoote), regia di Henri Verneuil (1964)
- Les Copains, regia di Yves Robert (1965)
- Il figlio del circo, regia di Sergio Grieco (1965)
- Vagone letto per assassini (Compartiment tueurs), regia di Costa Gavras (1965)
- Vado in guerra a far quattrini (Le Facteur s'en va-t-en guerre), regia di Claude Bernard-Aubert (1966)
- Chi ha detto che c'è un limite a tutto (Monsieur le président-directeur général), regia di Jean Girault (1966)
- La notte dei generali (The Night of the Generals), regia di Anatole Litvak (1967)
- Les dossiers de l'agence O, nell'episodio L'étrangleur de Montigny (1968)
- Pierre et Paul, regia di René Allio (1969)
- Appelez-moi Mathilde, regia di Pierre Mondy (1969)
- Alto biondo e... con 6 matti intorno (Les malheurs d'Alfred), regia di Pierre Richard (1972)
- Au théâtre ce soir, negli episodi Tapage nocturne (1972) e Ferraille à vendre (1972)
- Papa, les petits bateaux, regia di Nelly Kaplan (1973)
- Témoignages, nell'episodio Un Vrai faux (1973)
- Prêtres interdits, regia di Denys de La Patellière (1973)
- Dov'è finita la 7ª compagnia? (Mais où est donc passée la septième compagnie?), regia di Robert Lamoureux (1973)
- Vos gueules les mouettes!, regia di Robert Dhéry (1974)
- Impossible... pas français, regia di Robert Lamoureux (1974)
- Vous ne l'emporterez pas au paradis, regia di François Dupont-Midi (1975)
- La ragazza di Madame Claude (Le téléphone rose), regia di Édouard Molinaro (1975)
- Tre eroi in fuga (On a retrouvé la 7e compagnie), regia di Robert Lamoureux (1975)
- Dernière sortie avant Roissy, regia di Bernard Paul (1977)
- La septième compagnie au clair de lune, regia di Robert Lamoureux (1977)
- Le beaujolais nouveau est arrivé, regia di Jean-Luc Voulfow (1978)
- Quanto rompe mia moglie (Vas-y maman), regia di Nicole de Buron (1978)
- Il vizietto (La cage aux folles), regia di Edouard Molinaro (1978) - voce
- Démons de midi, regia di Christian Paureilhe (1979)
- Retour en force, regia di Jean-Marie Poiré (1980)
- Signé Furax, regia di Marc Simenon (1981)
- Il regalo (Le Cadeau), regia di Michel Lang (1982)
- Le braconnier de Dieu, regia di Jean-Pierre Darras (1983)
- Braccato (Le battant), regia di Alain Delon (1983)
- Se lei dice si, io non dico no (Si elle dit oui... je ne dis pas non), regia di Claude Vital (1983)
- Pinot simple flic, regia di Gérard Jugnot (1984)
- Tranches de vie, regia di François Leterrier (1985)
- Le Fils préféré - Ospiti pericolosi (Le Fils préféré), regia di Nicole Garcia (1994)
- Lovely Rita, sainte patronne des cas désespérés, regia di Stéphane Clavier (2003)
- Intime conviction, nell'episodio L'affaire Lio (2006)
- Un uomo e il suo cane (Un homme et son chien), regia di Francis Huster (2008)

### Televisione
- Crime et Châtiment, regia di Stellio Lorenzi – film TV (1955)
- Énigmes de l'histoire – serie TV (1956)
- La puce à l'oreille – film TV (1956)
- D'après nature ou presque, regia di Marcel Cravenne – film TV (1957)
- La terre est ronde, regia di Philippe Ducrest – film TV (1960)
- Scarpette bianche (L'Âge heureux) – serie TV (1966)
- La parisienne, regia di Jean Kerchbron – film TV (1967)
- Deux romains en Gaule, regia di Pierre Tchernia – film TV (1967)
- Spéciale dernière, regia di Alain Dhénaut – film TV (1967)
- Souffle de minuit, regia di André Fey – film TV (1967)
- Noëlle aux quatre vents – serie TV (1970)
- Les nuits de la colère – film TV (1973)
- Histoire vraie, regia di Claude Santelli – film TV (1973)
- Histoire de rire, regia di Yves-André Hubert – film TV (1976)
- Madame Ex, regia di Michel Wyn – film TV (1977)
- La vérité de Madame Langlois, regia di Claude Santelli – film TV (1977)
- Sacré farceur, regia di Jacques Rouland – film TV (1978)
- L'hôtel du libre-échange, regia di Guy Séligmann – film TV (1979)
- Le coq de Bruyère, regia di Gabriel Axel – film TV (1980)
- Petit déjeuner compris – miniserie TV (1980)
- Samantha, regia di Victor Vicas – film TV (1981)
- Le tout pour le tout, regia di Jacques Brialy – film TV (1981)
- Spéciale dernière, regia di Pierre Desfons – film TV (1982)
- Aide-toi..., regia di Jean Cosmos – film TV (1982)
- Cinéma 16 nell'episodio Comme un roseau – film TV (1982)
- Emmenez-moi au théâtre: Patate, regia di Yves-André Hubert – film TV (1982)
- Billet doux, regia di Michel Berny – miniserie TV (1984)
- L'or noir de Lornac – serie TV (1987)
- Palace – miniserie TV (1988)
- Fantômes sur l'oreiller, regia di Pierre Mondy – film TV (1989)
- Edouard et ses filles – serie TV (1990)
- Les dessous de la passion, regia di Jean Marboeuf – film TV (1991)
- La piovra 6 - L'ultimo segreto, regia di Luigi Perelli – miniserie TV (1992)
- Méprise d'otage, regia di Didier Albert – film TV (1992)
- Carreau d'as, regia di Laurent Carcélès – film TV (1995)
- Les Filles à papa, regia di Marc Rivière – film TV (2001)
- Le Prix de la vérité, regia di Joel Santoni – film TV (2001)
- Le Roman de Georgette, regia di Alain Robillard – film TV (2003)
- Menteur! Menteuse!, regia di Henri Helman – film TV (2004)
- La visite, regia di Pierre Sisser – film TV (2005)
- Joseph, regia di Marc Angelo – film TV (2005)
- Bac + 70, regia di Laurent Levy – film TV (2007)
- Il commissario Cordier (Les Cordier, juge et flic) – serie TV, 74 episodi (1992-2007)

## Doppiatore
- Caio Ottuso (Caius Obtus) in Asterix e la sorpresa di Cesare (1985)
- Lapsus (Cétinlapsus) in Asterix e la pozione magica (1986)

## Doppiatori italiani
- Pino Locchi in Furore di vivere, La battaglia di Austerlitz; Il conte di Montecristo, Pierino la peste
- Aldo Giuffré in Totò, Vittorio e la dottoressa
- Vittorio Di Prima in La piovra 6 - L'ultimo segreto
- Renato Mori in Il commissario Cordier
- Angelo Nicotra ne Un uomo e il suo cane
- Sergio Tedesco in La notte dei generali
- Elio Pandolfi in Il regalo
- Glauco Onorato in Le donne sono deboli

Da doppiatore è sostituito da:
- Sergio Matteucci in Asterix e la sorpresa di Cesare, Asterix e la pozione magica